# Lago Hahnensee
O Lago Hahnensee é um lago na comuna de Sankt-Moritz, cantão de Grisons, Suíça. Este lago encontra-se 2153 m acima do nível do mar. 
Junto ao lago, há um restaurante do mesmo nome. Durante o Verão, esta área pode ser alcançada por vários caminhos pedestres.